# Gonny van Oudenallen
Hillegonda Francisca Maria (Gonny) van Oudenallen (Amsterdam, 31 januari 1957) is een Nederlands politiek activiste en voormalig politica.
Van 7 juli 2006 tot 30 november 2006 was Van Oudenallen als de eenmansfractie Groep-Van Oudenallen lid van de Tweede Kamer der Staten-Generaal na te zijn gekozen als lid van de Lijst Pim Fortuyn (LPF). Eerder was ze van april 1998 tot maart 2006 gemeenteraadslid in Amsterdam voor de partij Mokum Mobiel.

## Levensloop
Gonny van Oudenallen werd geboren als Hillegonda Francisca Maria (Gonny) Koster. Van Oudenallen is de geboortenaam van haar moeder. Hoewel ze zich al geruime tijd Van Oudenallen noemde, liet ze haar naam pas officieel wijzigen na 2003. Op kandidatenlijsten voor gemeenteraad en Tweede Kamer stond ze daarvoor vermeld als 'H.F.M. Koster (zich noemende en schrijvende Gonny van Oudenallen)'.
Van Oudenallen begon haar loopbaan als stewardess. Vervolgens werkte ze bij de multiculturele plaatselijke omroep Martradio in Amsterdam, waarvoor ze tv- en radio-programma's presenteerde en produceerde. In 1987 richtte ze in Amsterdam het reclamebedrijf Studio Dreams Come True op. Rond 1995 werd ze in Amsterdam bekend als actievoerder tegen het beleid van de Dienst Parkeerbeheer.

### Gemeentelijke politiek
Namens Mokum Mobiel werd Van Oudenallen in 1998 als eenmansfractie in de gemeenteraad van Amsterdam gekozen. De lokale partij richtte zich op ontevreden autobezitters en was sinds 1994 al vertegenwoordigd in stadsdeel Westerpark. Van Oudenallen hield zich vooral met verkeers- en parkeerproblematiek en slaagde erin om op dat gebied enkele ideeën aangenomen te krijgen. Ze was in de gemeenteraad vicevoorzitter van de Rekeningencommissie, voorzitter van de Commissie Financiën en Havens en lid van verschillende gemeenteraadscommissies. Ze maakte deel uit van de benoemingscommissie van burgemeester Job Cohen, van de onderzoekscommissie naar de verdwenen gelden van de dienst Parkeerbeheer en van de onderzoekscommissie aanbestedingen Noord/Zuidlijn. Bij de gemeenteraadsverkiezingen van 2002 handhaafde Mokum Mobiel onder Van Oudenallen zich met één zetel in de raad. In 2006 haalde de partij geen zetel en verdween Van Oudenallen na acht jaar uit de raad.

### Beschuldigingen van fraude
In 2005 werd Van Oudenallen ervan beschuldigd fraude te hebben gepleegd met de gemeentesubsidie voor haar partij. Volgens een onderzoek door de gemeentelijke accountantsdienst zou zij 21.200 euro uit het budget voor fractiegelden hebben besteed om haar reclamebedrijf Studio Dreams Come True te betalen voor "ondersteunende werkzaamheden en adviezen". Ook andere uitgaven van haar partij konden niet worden verantwoord. Van enkele tienduizenden euro's partijsubsidie kon zij niet aantonen waaraan ze waren besteed. Van Oudenallen zelf stelde dat dit alles het gevolg was van administratieve fouten en interne diefstal van boeken door een boze ex-werknemer.
In 2010 won Van Oudenallen met Mokum Mobiel een aangespannen tuchtzaak tegen een gemeentelijke accountant, die vervolgens een berisping kreeg. Een beroep dat deze accountant instelde bij het College van Beroep voor het Bedrijfsleven resulteerde in gedeeltelijke herziening van de tuchtzaak. De berisping werd verlicht tot een schriftelijke waarschuwing.
In 2006 werd Van Oudenallen in de media beticht van het illegaal onderverhuren van haar sociale huurwoning in Amsterdam-West, terwijl ze zelf een ander huis bewoonde. Dat zou ook al eerder, in 1993 zijn voorgekomen. Van Oudenallen ontkende dat er sprake was van verhuur. Tot een rechtsgang is het in beide gevallen niet gekomen.

### Kamerlidmaatschap
Bij de Tweede Kamerverkiezingen 2003 stond Van Oudenallen met toestemming van Mokum Mobiel achtste op de kandidatenlijst van de Lijst Pim Fortuyn (LPF). Doordat lijstduwer Hilbrand Nawijn met voorkeurstemmen werd gekozen, kwam ze net niet in de Kamer. Op 4 juli 2006 kwam alsnog een plaats vacant toen Margot Kraneveldt besloot het parlement en de LPF direct te verlaten. Wegens de fraudebeschuldigingen in Amsterdam was Van Oudenallen echter niet welkom in de LPF-fractie. Zij liet zich op 7 juli toch installeren als Kamerlid en nam als de onafhankelijke eenpersoonsfractie Groep-Van Oudenallen zitting in het parlement. Doordat ze werd geïnstalleerd tijdens een ingelegde vergadering die tijdens het zomerreces plaatsvond had ze recht op twee jaar wachtgeld. In haar maidenspeech vroeg ze de andere Kamerleden om hulp bij haar 'inburgering' in de Tweede Kamer.
Haar optreden als Kamerlid leidde tot hilariteit toen ze in oktober 2006 tijdens het vragenuurtje in de Tweede Kamer minister Hans Hoogervorst niet herkende. Pas nadat de voorzitter enige malen had herhaald dat het toch echt de minister was die ze voor zich had, raakte ze overtuigd. Vaak leek haar uitgangspunt voor politieke stellingnames haar persoonlijke ervaring te zijn.
Van Oudenallen was geen kandidaat bij de Tweede Kamerverkiezingen 2006 en verdween in november 2006 uit het parlement. Kort daarop werd ze lid van het CDA.

### Na de politiek
Na haar politieke periode kwam ze begin 2007 in het nieuws door haar pogingen een Wikipedia-pagina over haarzelf aan te passen.
Na een lange stilte dook Van Oudenallen op in 2018, toen ze bij de gemeenteraadsverkiezingen probeerde terug te keren in de raad van Amsterdam, met de partij Amsterdamse Juffers. Dit lukte niet: de partij kreeg te weinig stemmen.

## Publicatie
Gonny van Oudenallen (eindred.en productie), Evert Rodrigo en Frans Duister: Enrico di Tommaso 1928-1999. Een Tivoliaan in Amsterdam = Un Tiburtino ad Amsterdam. Met bijdragen van Elisabeth C. Booms, Rose Solleveld, Ilone Kruit Temmink e.a. Amsterdam, Fokker Printing, 2010
- Parlement.com: vge7dtpk09yv